# Kim In-kyung
Kim In-kyung (ur. 13 czerwca 1988) jest koreańską zawodową golfistką. Kim wywalczyła prawo do gry na LPGA Tour w 2007 i do tej pory dwukrotnie odnotowała na nim zwycięstwo. W 2008 triumfowała w Longs Drugs Challenge a rok później wygrała State Farm Classic.